# Agragaun
Agragaun (en népalais : आग्रीगाउँ) est un comité de développement villageois du Népal situé dans le district de Surkhet. Au recensement de 2011, il comptait 2 707 habitants.